# Frill
Frill（フリル）は、株式会社ビジュアルアーツ傘下のアダルトゲームのブランド。代表は丘野塔也。

## 特徴
エロを重視した凌辱系、あるいは「抜きゲー」と呼ばれる作品が多い。ブランドディレクターの丘野塔也によると、2007年当時、「VA（ビジュアルアーツ）という会社では（Keyなどの）泣きゲーやストーリー重視の作品のイメージが強く、社風としてもそちらがメインといったムードで、エロをガッツリやってくぜみたいな空気がなかった」。そこでエロ重視のブランドを自ら立ち上げたという。

## 作品一覧
廉価版等は除く。
| #  | 発売日         | タイトル                                                          | 原画                   | シナリオ                                                             |
| -- | -------------- | ----------------------------------------------------------------- | ---------------------- | -------------------------------------------------------------------- |
| 1  | 2007年9月28日  | 痴漢専用車両                                                      | 恋泉天音               | 想ファクトリー                                                       |
| 2  | 2008年4月25日  | ボイン姉妹の個人授業                                              | しなのゆら             | 田中一郎、assault、おくとぱす、保住圭、一砂                          |
| 3  | 2008年9月26日  | 孕ませ王                                                          | 相川亜利砂             | 酒井童人、若林浩太郎、尾崎貞夫、ひらいでらく                         |
| 4  | 2009年4月24日  | 痴漢専用車両2                                                     | 恋泉天音               | 若林浩太郎、ひらいでらく、酒井童人、左右田たかひろ、七瀬流、尾崎貞夫 |
| 5  | 2010年2月26日  | 椎名美優の痴態専用学園                                            | 恋泉天音               | 若林浩太郎                                                           |
| 6  | 2010年8月27日  | 姫剣士エステル -孕ませ王2-                                        | 相川亜利砂             | 若林浩太郎                                                           |
| 7  | 2011年6月24日  | 学園退魔！ ホーリー×モーリー                                      | 恋泉天音               | 若林浩太郎、田中一郎、瑞守ねおん                                     |
| 8  | 2012年1月27日  | 牝アイドル 〜デビューした彼女が、男たちに密着マークされている件〜 | 火炎味噌               | 桃野衿、壬伽凪、保桜、ZON、仙道佳帆、蜜村あんず                      |
| 9  | 2013年5月31日  | と～めいヘブン！ 〜透明人間になって美少女たちをもみまくりッ！！〜 | 黒川IZUMI              | 白矢たつき、りりあん嬢                                               |
| 10 | 2013年7月26日  | 聖娼女 -性奴育成学園-                                             | 恋泉天音、金目鯛ぴんく | 若林浩太郎、瑞守ねおん                                               |
| 11 | 2014年2月28日  | 凛戒学園                                                          | 海苔餅太               | 左右田たかひろ（仮）、桃野衿、遊真一希                               |
| 12 | 2015年5月29日  | 円交少女 〜陸上部ゆっきーの場合〜                                 | 恋泉天音               | 丘野塔也、若林浩太郎、瑞守ねおん                                     |
| 13 | 2016年5月27日  | 清楚で真面目な彼女が、最凶ヤリサーに勧誘されたら…？               | 伊倉ナギサ             | 巽ヒロヲ                                                             |
| 14 | 2017年5月26日  | パコマネ わたし、今日から名門野球部の性処理係になります…          | 伊倉ナギサ             | 巽ヒロヲ                                                             |
| 15 | 2017年11月24日 | 円交少女 2 〜JKアイドル真鈴の場合〜                               | 恋泉天音               | 丘野塔也、若林浩太郎、瑞守ねおん                                     |
| 16 | 2018年5月25日  | 神待ちサナちゃん                                                  | 伊倉ナギサ             | 白矢たつき、巽ヒロヲ                                                 |

## 主なスタッフ
代表
- 丘野塔也（ディレクター、企画進行）

原画
- 恋泉天音
- 相川亜利砂
- 金目鯛ぴんく

シナリオ
- 若林浩太郎
- 保桜

音楽
- どんまる